# Noyal-sur-Vilaine
Noyal-sur-Vilaine est une commune française située dans le département d'Ille-et-Vilaine en région Bretagne, peuplée de 6 250 habitants.

## Géographie

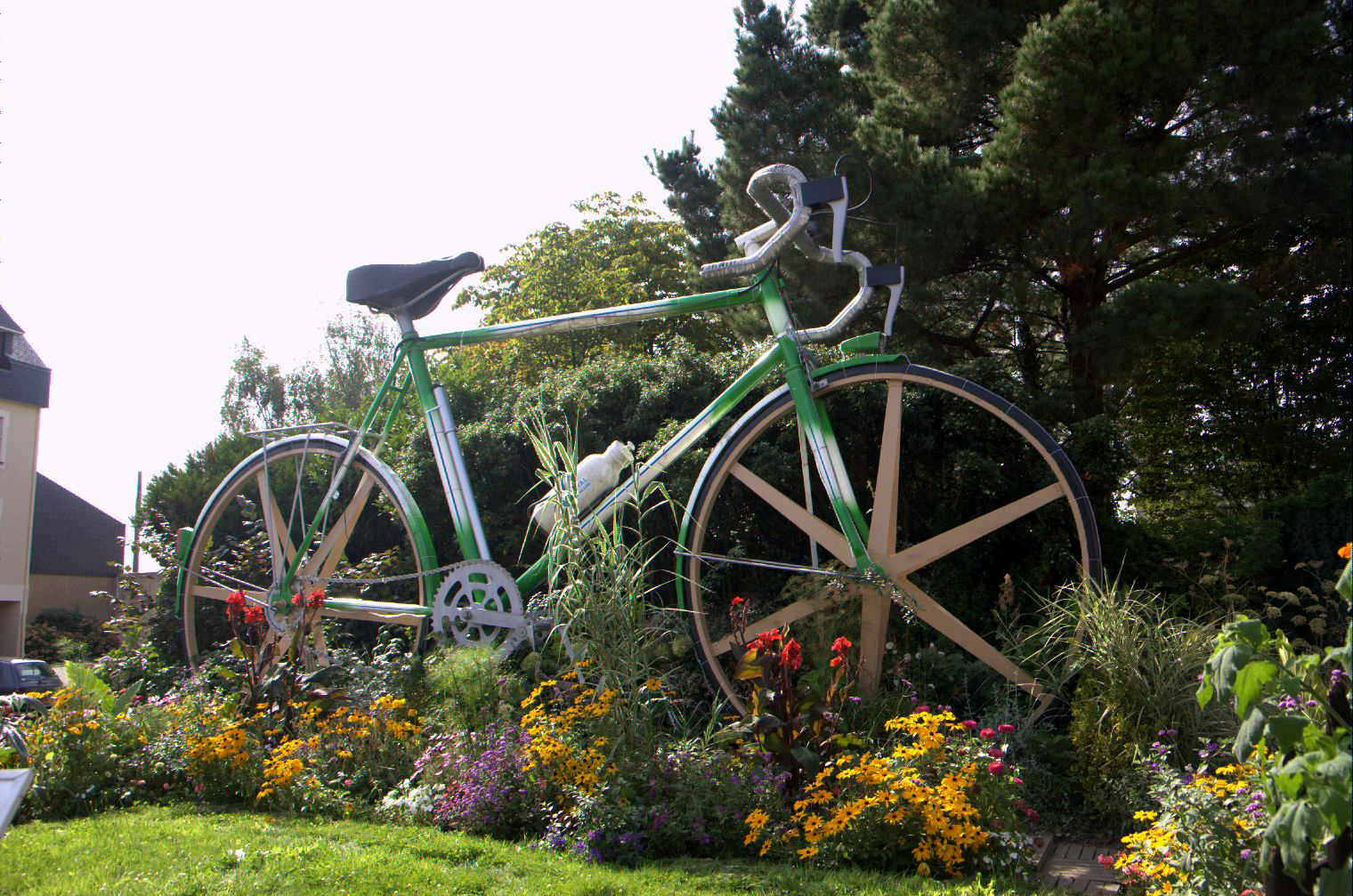
Le plus grand vélo du monde.

La ville est située à douze kilomètres à l'est du centre de Rennes. La Vilaine en borde les contours au nord et forme une limite naturelle avec la commune voisine d'Acigné. Noyal-sur-Vilaine étend son territoire depuis les méandres de la Vilaine, au nord, jusqu'au-delà du Bois de Gervis et du château du Bois-Orcan, au sud. La commune fait partie de la communauté de communes du Pays de Châteaugiron ainsi que du Pays de Rennes.
La ville est desservie par la voie rapide Rennes-Le Mans, par la ligne de chemin de fer, à la gare de Noyal - Acigné, ainsi que la ligne LGV Rennes Paris. Selon le classement de l'INSEE en 2010, Noyal-sur-Vilaine est une commune urbaine monopolarisée de l'aire urbaine de Rennes, elle-même dans l'espace urbain de Rennes.
La commune renferme une zone d'intérêt écologique particulier, un ensemble bocager en zone humide dont le cadastre n'a pratiquement pas évolué depuis 1850 et dont la faune a été particulièrement étudiée par les scientifiques de l'Université de Rennes.
- Voies communales 55 km
- Voies rurales 25 km
- Trois fleurs au concours des villes et villages fleuris.
- Le plus grand vélo du monde, répertorié dans le guide des records.

### Communes limitrophes

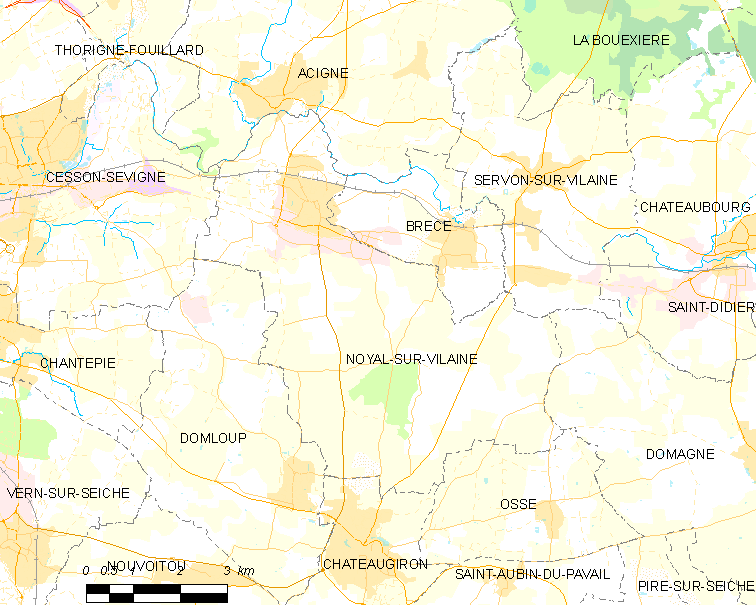
Carte de la commune de Noyal-sur-Vilaine.

Distances orthodromiques entre les villes :
- à moins d'un kilomètre au nord : Acigné (Rennes Métropole),
- à 2,5 km au nord-est : Brécé (Rennes Métropole),
- à 3,5 km à l'ouest : Cesson-Sévigné (Rennes Métropole),
- à 5,5 km au sud-ouest : Domloup (Pays de Châteaugiron),
- à 6 km au sud : Châteaugiron (Pays de Châteaugiron),
- à 7,5 km au nord-est : Servon-sur-Vilaine (Pays de Châteaugiron),
- à 10 km à l'est : Domagné (Vitré Communauté).

### Transports
- Accès par la 4 voies rapide Rennes - Paris (RN 157).
- Desservie par la ligne 14 du réseau TER BreizhGo (Rennes - Vitré - Laval) : gare de Noyal - Acigné.
- Desservie par les cars du réseau BreizhGo :
  - ligne BreizhGo 14 Cesson - Viasilva ↔ Noyal-sur-Vilaine ↔ Servon-sur-Vilaine du lundi au samedi, dessert les arrêts Les Prés, Forges, Centre, Gare, Stade et Mabilais. Depuis 2023, la ligne ne dessert plus Rennes et une correspondance avec le métro est nécessaire à la station Viasilva.
- Bien que la commune ne soit plus desservie par le réseau STAR depuis son retrait de Rennes Métropole en 2004 :
  - l'est de la commune est accessible grâce à la desserte de la zone de la Turbanière, rattachée à Brécé mais agglomérée à Noyal, par la ligne 67 ;
  - le nord de la commune dispose également d'une alternative, avec la ligne 64 qui dessert le centre d'Acigné.
- Piste cyclable entre Noyal-sur-Vilaine et Acigné.
- Navette du Pays de Châteaugiron qui dessert les différents quartiers « Brocéliande », « Richardière », « Edison », « Blaise Pascal », « Paul Ricard », « Giraudière » depuis la gare[2].

### Hydrographie
Pour un article plus général, voir Réseau hydrographique d'Ille-et-Vilaine.
La commune est située dans le bassin Loire-Bretagne. Elle est drainée par la Vilaine, la Veuvre, l'Olivet et le ruisseau du Bois de gervis,,.
La Vilaine, d'une longueur de 218 km, prend sa source dans la commune de Juvigné et se jette  dans l'Océan Atlantique à Camoël, après avoir traversé 56 communes. 

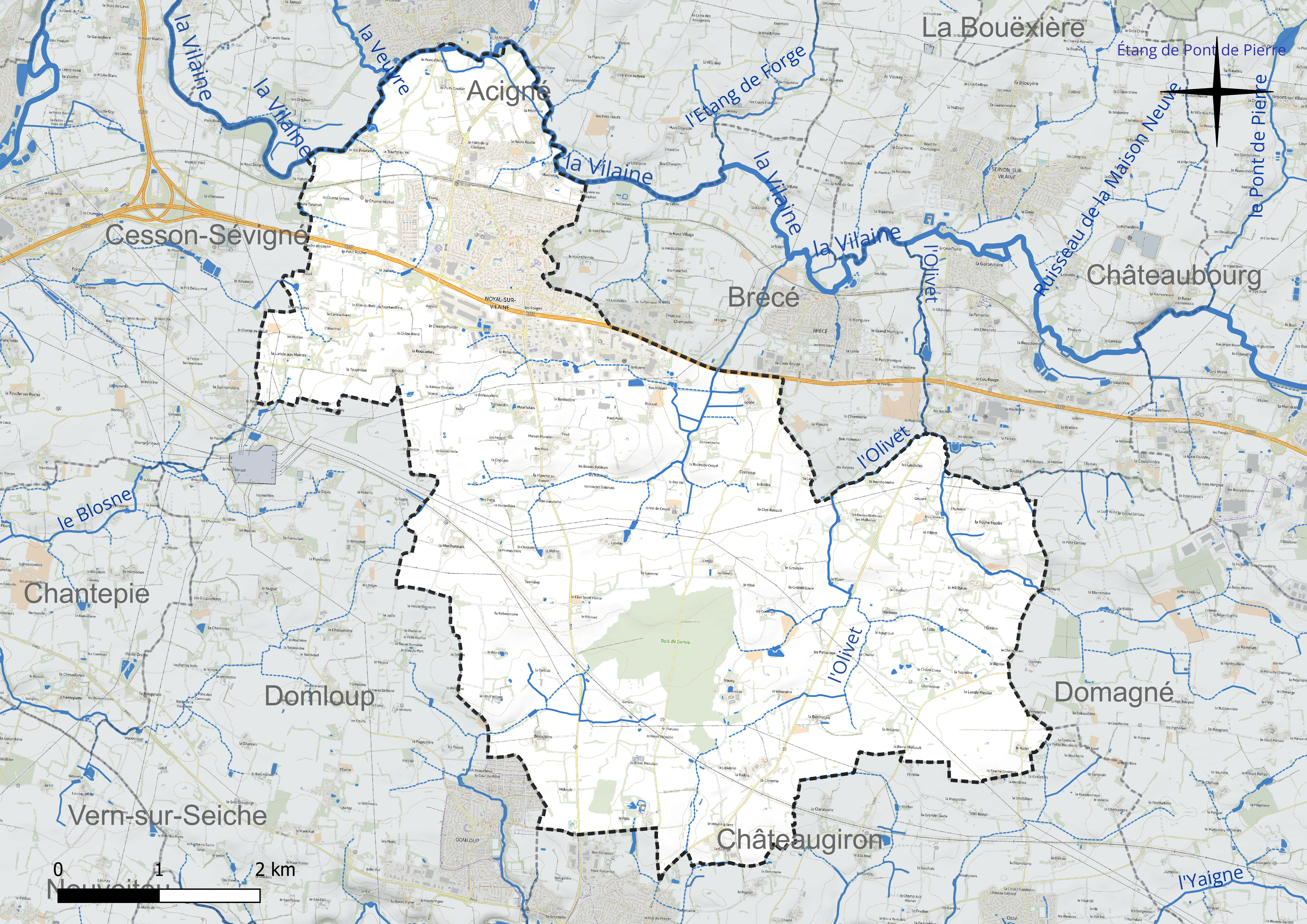
Réseau hydrographique de Noyal-sur-Vilaine.

La Veuvre, d'une longueur de 43 km, prend sa source dans la commune de Saint-Christophe-des-Bois et se jette  dans la Vilaine sur la commune, après avoir traversé neuf communes. 

### Climat
Pour des articles plus généraux, voir Climat de la Bretagne et Climat d'Ille-et-Vilaine.
En 2010, le climat de la commune est de type climat océanique altéré, selon une étude du CNRS s'appuyant sur une série de données couvrant la période 1971-2000. En 2020, Météo-France publie une typologie des climats de la France métropolitaine dans laquelle la commune est exposée à un climat océanique et est dans la région climatique  Bretagne orientale et méridionale, Pays nantais, Vendée, caractérisée par une faible pluviométrie en été et une bonne insolation. Parallèlement l'observatoire de l'environnement en Bretagne publie en 2020 un zonage climatique de la région Bretagne, s'appuyant sur des données de Météo-France de 2009. La commune est, selon ce zonage, dans la zone « Sud Est », avec des étés relativement chauds et ensoleillés.  
Pour la période 1971-2000, la température annuelle moyenne est de 11,4 °C, avec une amplitude thermique annuelle de 13 °C. Le cumul annuel moyen de précipitations est de 767 mm, avec 12,7 jours de précipitations en janvier et 7 jours en juillet. Pour la période 1991-2020, la température moyenne annuelle observée sur la station météorologique la plus proche, située sur la commune de Saint-Jacques-de-la-Lande à 15 km à vol d'oiseau, est de 12,4 °C et le cumul annuel moyen de précipitations est de 691,0 mm,. Pour l'avenir, les paramètres climatiques de la commune estimés pour 2050 selon différents scénarios d'émission de gaz à effet de serre sont consultables sur un site dédié publié par Météo-France en novembre 2022.

## Urbanisme

### Typologie
Au 1er janvier 2024, Noyal-sur-Vilaine est catégorisée ceinture urbaine, selon la nouvelle grille communale de densité à sept niveaux définie par l'Insee en 2022.
Elle appartient à l'unité urbaine de Noyal-sur-Vilaine, une unité urbaine monocommunale constituant une ville isolée,. Par ailleurs la commune fait partie de l'aire d'attraction de Rennes, dont elle est une commune de la couronne,. Cette aire, qui regroupe 183 communes, est catégorisée dans les aires de 700 000 habitants ou plus (hors Paris),.

### Occupation des sols
L'occupation des sols de la commune, telle qu'elle ressort de la base de données européenne d'occupation biophysique des sols Corine Land Cover (CLC), est marquée par l'importance des territoires agricoles (83,8 % en 2018), en diminution par rapport à 1990 (88,3 %). La répartition détaillée en 2018 est la suivante :
terres arables (46,9 %), zones agricoles hétérogènes (28,9 %), prairies (8 %), zones industrielles ou commerciales et réseaux de communication (6,1 %), zones urbanisées (6 %), forêts (4 %). L'évolution de l'occupation des sols de la commune et de ses infrastructures peut être observée sur les différentes représentations cartographiques du territoire : la carte de Cassini (XVIIIe siècle), la carte d'état-major (1820-1866) et les cartes ou photos aériennes de l'IGN pour la période actuelle (1950 à aujourd'hui).

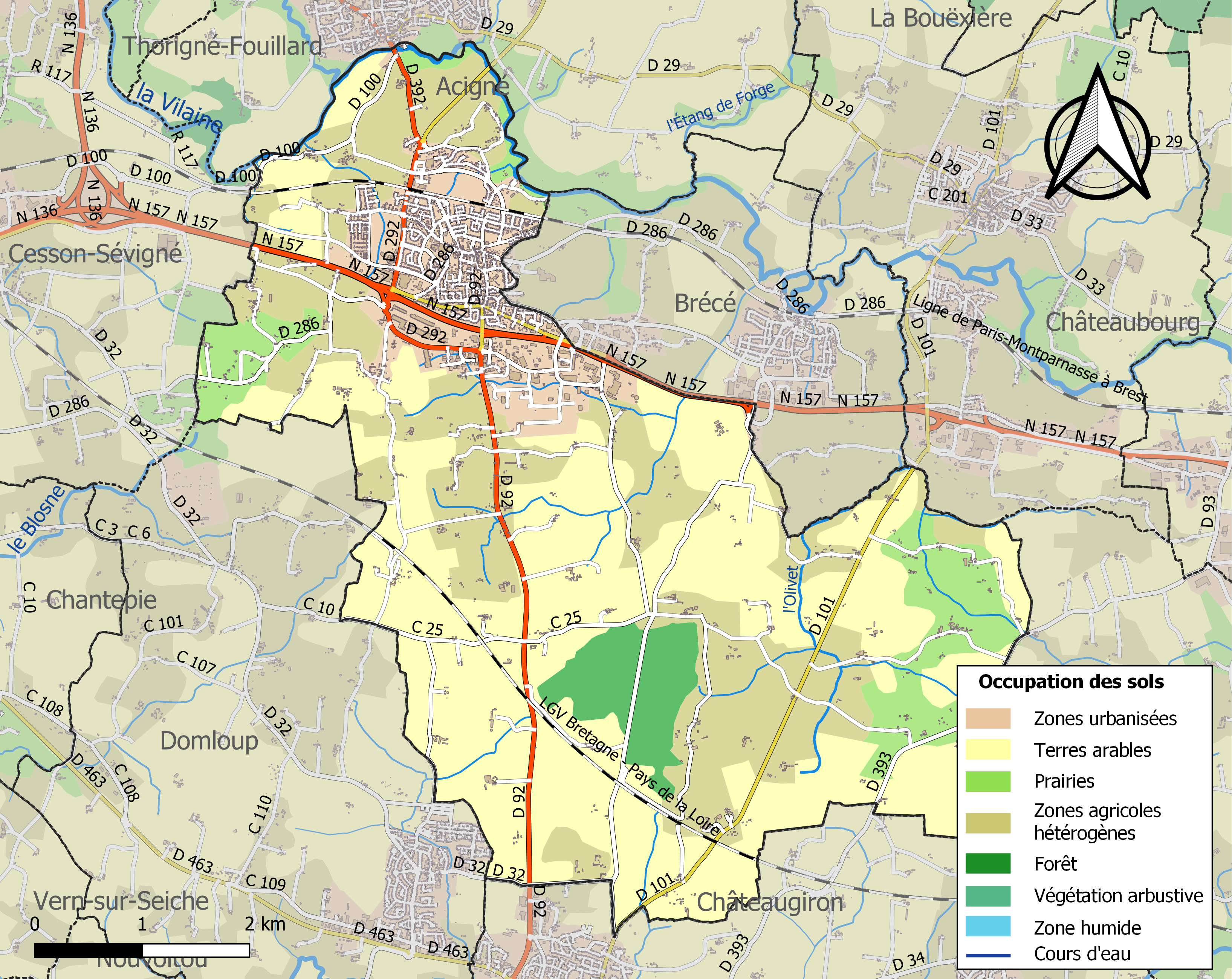
Carte des infrastructures et de l'occupation des sols de la commune en 2018 (CLC).

### Historique
Les parties les plus anciennement urbanisées de la commune sont constituées de deux ensembles à l'origine distincts : le bourg originel, autour de l'église, ainsi que le quartier des Forges, au carrefour de l'ancienne route nationale de Rennes à Paris (actuelle avenue du Général-de-Gaulle) et de la route d'Acigné à Châteaugiron. Différents quartiers résidentiels sont apparus, et la commune est désormais constituée principalement de maisons individuelles, comme toutes les communes de première couronne rennaise.
Ces dernières années apparaissent également des immeubles de petite hauteur, dans un souci de densification et conformément aux schémas de cohérence territorial du pays de Rennes. Cette diversification du parc immobilier est néanmoins moins perceptible que dans d'autres communes autour de Rennes.

### Écarts et lieux-dits
En dehors du centre, la vaste campagne de Noyal-sur-Vilaine compte de nombreux lieux et hameaux, certains sont assez remarquables : le Val Froment, le Bois Orcan, Jussé, le Moulin d'Acigné, la Moinerie, le Clos Saint-Pierre, etc.

### Infrastructures
La commune est parcourue par la ligne de Paris-Montparnasse à Brest, et desservie par la gare de Noyal - Acigné. En 2016, différents trafics s'y opèrent, à la fois TER Bretagne, TGV Atlantique et dans une moindre mesure fret. À partir de 2017, la mise en service de la LGV Bretagne-Pays de la Loire voit le trafic TGV très fortement réduit sur cet axe, seuls les TGV s'arrêtant en gare de Vitré continuent à emprunter cette infrastructure, permettant alors d'augmenter le nombre de TER à parcourir l'axe Rennes - Vitré.
Noyal-sur-Vilaine est également parcourue par cette même LGV qui passe dans la campagne au sud du centre-ville et du bois de Gervis, formant une coupure avec Châteaugiron.
Concernant le réseau routier, la route nationale 157 passe dans la partie urbanisée de Noyal-sur-Vilaine d'est en ouest, et marque la rupture entre la partie résidentielle et industrielle. Elle supporte un trafic d'environ 60 000 véhicules par jour.
Plusieurs accès sont disponibles à cette route :
- à l'ouest, un 3/4 échangeur (sens Rennes - Noyal, Noyal - Rennes, Noyal - Vitré) ;
- au centre un 1/4 échangeur (sens Noyal - Vitré) ;
- à l'est, quatre bretelles disséminées qui forment un échangeur complet : la Maison Neuve.

Cette configuration fait qu'il existe une seule sortie dans le sens Vitré - Noyal mais trois insertions dans le sens Noyal - Vitré.
L'autre route importante est la D 92, qui se dirige au nord vers Acigné / Liffré et au sud vers Châteaugiron. Entre Acigné et Châteaugiron, cette route est considérée comme faisant partie de la seconde rocade de Rennes. Cette route supporte un trafic d'environ 8 000 véhicules par jour.

## Toponymie
Le nom de Noyal-sur-Vilaine vient, semble-t-il, du latin novale ou novalium signifiant « terre récemment défrichée ». On trouve la mention de Noal en 1158, Noial en 1185 — à propos d'un procès entre une famille du bourg et les moines du prieuré — et Noyal super Vicenoniam — version latine du nom actuel — en 1294.
En gallo, langue d'oïl locale, plusieurs formes sont attestées : Noyal, Nouyal et Nouya. L'Office public de la langue bretonne propose  une traduction avec Noal-ar-Gwilen en breton, traduction littérale de la forme Noyal retrouvée en Basse-Bretagne dans le toponyme de Noyal-Pontivy.

## Histoire

### Origines
Le territoire de la paroisse primitive de Noyal-sur-Vilaine est l'une des plus anciennes et des plus vastes de l'ancien évêché de Rennes. Les paroisses de Châteaugiron et de Brécé (au XIIe siècle) sont des démembrements de la paroisse de Noyal-sur-Vilaine, par ailleurs, le château de Châteaugiron a probablement été construit sur son territoire.

### Moyen Âge
Au XIe siècle, Eudes, oncle et tuteur de Conan II de Bretagne, comte de Rennes, et sa sœur Adèle, abbesse de l'abbaye Saint-Georges de Rennes, autorisent Geoffroy, fils de Salomon, à construire un château sur le territoire de Noyal (Noyal-sur-Vilaine). Cette paroisse qui dépendait autrefois de l'ancien évêché de Rennes appartient dès 1158 à l'abbaye Saint-Melaine de Rennes. Les religieux de l'abbaye Saint-Melaine de Rennes y établissent un prieuré (avant 1152) qui ne cesse d'exister qu'en 1604, date à laquelle il est occupé par les Jésuites, qui en sont expulsés lors de la Révolution française. Au nord du prieuré, la ferme de la Motte (aujourd'hui reliée par le centre culturel de L'intervalle) doit son nom au logis de la Motte qui était la maison seigneuriale de Noyal (famille des Chevaigné jusqu'au XVe siècle puis seigneurs de Tizé en Thorigné de 1433 à la Révolution), bâtie sur une motte castrale.
D'autres demeures historiques existent ou ont existé sur la commune : c'est ainsi que l'existence d'une motte castrale est attestée à Bénazé depuis le XIIIe siècle et fut surmontée d'un château dont les douves étaient encore visibles au début du siècle dernier. Un manoir du XVIe siècle fut acquis au XVIIe siècle par l'ancêtre des propriétaires actuels, la famille Pocquet du Haut Jussé, qui comporte plusieurs historiens (dont Barthélémy Pocquet du Haut Jussé et son fils Barthélemy-Amédée Pocquet du Haut-Jussé, qui fut président de la société archéologique d'Ille-et-Vilaine). De même, le château du Bois Orcan (voir ci-dessous) date du XIVe au XVe siècle.

### Époque moderne

#### Les noyales
Noyal-sur-Vilaine est marquée par une importante production chanvrière ainsi qu'une manufacture textile et une activité commerciale qui en découle. Noyal possède une grande halle de 40 pieds de long sur 20 pieds de large, apposée sur le mur du cimetière. Une foire annuelle se tient au village de Tatoux (de nos jours situé en Servon-sur-Vilaine).
L'exportation des noyales (toiles de chanvre écrues très résistantes, utilisées autrefois pour la confection des voiles de navires) cesse vers l'Angleterre et la Hollande en raison des guerres menées par Louis XIV ; elle se poursuit vers l'Espagne pendant le XVIIIe siècle. En 1751, de Coisy recense 800 métiers à tisser le long d'un axe allant de Noyal-sur-Vilaine à La Guerche-de-Bretagne. Comme il fallait six à huit fileuses pour fournir en fil un métier à tisser, cela donnait du travail à plus de 3 000 personnes. De Coisy décrit une douzaine de types différents de toiles parmi les noyales : "courtes en 21 pouces", "courtes à gros", "courtes", "menues", "rondelettes", "communes", "quatre fils de grains", etc.. Alors que les toiles à voile en chanvre des environs de Vitré étaient, au XVIe siècle et au XVIIe siècle, essentiellement exportées, les noyales, au XVIIIe siècle, se vendaient surtout en France.
L'apogée de la production est atteinte en raison des commandes de la Royale pendant la Guerre d'indépendance américaine, le déclin étant accentué dans la première moitié du XIXe siècle par l'essor de l'industrie mécanique appliquée à la filature, puis au tissage. En 1852, le Conseil général d'Ille-et-Vilaine lance un cri d'alarme : « l'industrie des toiles du département, jadis florissante, est devenue très peu lucrative ».

### Révolution française
La population de la commune est favorable aux changements apportés par la Révolution française, surtout après la fin de la Terreur. La principale fête révolutionnaire est celle célébrant l'anniversaire de l'exécution de Louis XVI, accompagnée d'un serment de haine à la royauté et à l'anarchie, fêtée à partir de 1795. La fondation de la Ire République est aussi fêtée tous les ans. La commune de Noyal-sur-Vilaine est chef-lieu de canton en 1790 et intègre celui de Châteaugiron en 1801.

### LeXIXesiècle
La production des toiles noyales, concentrée dans une quarantaine de paroisses situées par la plupart au sud-ouest de Rennes jusqu'à La Guerche, les principales étant Châteaugiron, Piré et Noyal (paroisse qui leur a donné leur nom), double, passant de 9 500 à 20 000 pièces, pendant la seconde moitié du XIXe siècle. Le chanvre était cultivé dans les courtils, le tissage étant effectué dans chaque ferme.
L'activité commerçante de Noyal se développe avec l'arrivée du chemin de fer en 1857 et la fréquentation de la route reliant Rennes à Paris, au niveau des Forges où on retrouvait notamment une brigade de gendarmerie et un relai de poste. 
En 1892, sur les plans d'Arthur Regnault, une nouvelle église est construite. En 1895, la commune se dote d'un éclairage électrique grâce à un approvisionnement électrique depuis la fromagerie Ravalet, ouverte en 1874. En 1900, un nouvel édifice s'installe dans le bourg : l'asile de vieillards Saint-Alexis sur l'initiative du recteur, l'abbé Alexis Geffrault.
Aux XIXe et XXe siècles, Noyal-sur-Vilaine perd de nouveau des portions de territoire : la section du Gué au profit de Servon-sur-Vilaine et le Bas-Noyal qui est intégré à Châteaugiron.

### LeXXesiècle
Noyal a été dotée en 1984 d'un collège public intercommunal, le collège Jacques-Brel, commun avec Acigné, Brécé et Servon-sur-Vilaine. Un hospice de vieillards et d'indigents créé au début du XXe siècle est devenu la maison de retraite Saint-Alexis. Ce sont les seuls établissements publics de Noyal qui avait plus de 3 000 habitants au début du XIXe siècle et était descendue à 2 100 en 1954. La population croît régulièrement depuis, en raison de la proximité de Rennes. Elle a augmenté de 700 habitants entre 1999 et 2004, soit 17 %, et devrait atteindre les 6 000 habitants sous peu.
Pour l'édition du Téléthon 2007, Noyal-sur-Vilaine a été la ville ambassadrice des régions Bretagne et Pays de la Loire.[réf. nécessaire]

## Héraldique
| Blason | Blasonnement : De sable au bourdon de pèlerin d'or, accosté de deux arbres du même. |

## Politique et administration

### Jumelages
Noyal-sur-Vilaine est jumelée à une seule ville :
- Haigerloch (Allemagne) ville du Bade-Wurtemberg, située au nord-ouest du Jura souabe, à 60 km au sud de Stuttgart (Allemagne).

Depuis 1973, Noyal-sur-Vilaine est jumelée avec Haigerloch, à laquelle sont rattachées huit communes qui participent activement aux échanges : Bad Imnau, Bittelbronn, Gruol, Hart, Owingen, Stetten, Trillfingen et Weildorf.
À l'initiative d'un petit groupe de Noyalais et de M. Weibusch, président des marcheurs de Haigerloch, une délégation est reçue à Noyal-sur-Vilaine dès 1972.
En 1973, une délégation allemande est reçue pour le comice agricole et en 1974 pour la fête des Fleurs. Le 28 juin 1977, le comité est créé à Noyal-sur-Vilaine (parution au Journal officiel du 17 juillet).
Au fil des ans, les liens se resserrent, grâce à une succession d'échanges sportifs et culturels, et le 10e anniversaire du comité de jumelage est fêté à Noyal-sur-Vilaine en juin 1982, puis à Haigerloch du 11 au 16 mai 1983, avec l'inauguration du « Noyaler Brücke » (Pont Noyal). 106 Noyalais vont participer à des rencontres sportives : tennis, athlétisme, cyclisme, basket-ball, volley-ball, football, judo, tennis de table…

### Intercommunalité
Noyal-sur-Vilaine est intégrée par arrêté préfectoral au district de Rennes (devenu communauté d'agglomération sous le nom de « Rennes Métropole » en 2000) à sa création en 1970, malgré un vote opposé du conseil municipal,.
En 1993, la commune effectue, sans succès, une première demande de retrait pour adhérer à la communauté de communes qui se créait alors autour du chef-lieu de canton, Châteaugiron.
Ce n'est que onze ans plus tard que cette possibilité peut aboutir, grâce à la loi du 13 août 2004 qui permet à une commune, en respectant certaines conditions (comme la continuité territoriale), de quitter une métropole pour rejoindre une communauté de communes après avoir obtenu l'autorisation du préfet, et ce avant le 1er janvier 2005. Le conseil municipal délibère en ce sens le 2 novembre 2004, décision ensuite entérinée par arrêté préfectoral,.
L'adhésion à la communauté de communes du Pays de Châteaugiron est motivée par un sentiment de sous-représentation de la commune de Noyal-sur-Vilaine au sein du Conseil de Rennes Métropole et traduit, selon le maire Françoise Clanchin en 2004, la volonté d'intégrer une intercommunalité à taille « plus humaine » facilitant l'implication des élus dans les choix et orientations de la structure, et permettant de développer « des projets au bénéfice de tous »,.

## Démographie
L'évolution du nombre d'habitants est connue à travers les recensements de la population effectués dans la commune depuis 1793. Pour les communes de moins de 10 000 habitants, une enquête de recensement portant sur toute la population est réalisée tous les cinq ans, les populations de référence des années intermédiaires étant quant à elles estimées par interpolation ou extrapolation. Pour la commune, le premier recensement exhaustif entrant dans le cadre du nouveau dispositif a été réalisé en 2004.
En 2022, la commune comptait 6 250 habitants, en évolution de +5,68 % par rapport à 2016 (Ille-et-Vilaine : +5,46 %, France hors Mayotte : +2,11 %).
| 1793  | 1800  | 1806  | 1821  | 1831  | 1836  | 1841  | 1846  | 1851  |
| ----- | ----- | ----- | ----- | ----- | ----- | ----- | ----- | ----- |
| 3 150 | 3 221 | 3 026 | 3 165 | 3 432 | 3 004 | 3 307 | 3 233 | 3 287 |

| 1856  | 1861  | 1866  | 1872  | 1876  | 1881  | 1886  | 1891  | 1896  |
| ----- | ----- | ----- | ----- | ----- | ----- | ----- | ----- | ----- |
| 3 109 | 3 102 | 2 903 | 2 506 | 2 593 | 2 603 | 2 606 | 2 539 | 2 556 |

| 1901  | 1906  | 1911  | 1921  | 1926  | 1931  | 1936  | 1946  | 1954  |
| ----- | ----- | ----- | ----- | ----- | ----- | ----- | ----- | ----- |
| 2 534 | 2 376 | 2 309 | 2 114 | 2 165 | 2 108 | 2 150 | 2 143 | 2 082 |

| 1962  | 1968  | 1975  | 1982  | 1990  | 1999  | 2004  | 2006  | 2009  |
| ----- | ----- | ----- | ----- | ----- | ----- | ----- | ----- | ----- |
| 2 188 | 2 860 | 2 957 | 3 841 | 4 089 | 4 698 | 4 794 | 4 899 | 5 188 |

| 2014  | 2019  | 2022  | - | - | - | - | - | - |
| ----- | ----- | ----- | - | - | - | - | - | - |
| 5 653 | 6 133 | 6 250 | - | - | - | - | - | - |

## Économie
Sous l'Ancien Régime, la commune a une économie essentiellement rurale. Mais elle donne son nom à un type de toiles réputé : les Noyales. Ces toiles, destinées à la voilure des navires, assurent une relative prospérité à toutes les paroisses du secteur. Le déclin est amorcé dès la fin du XVIIIe siècle et se poursuit au XIXe siècle. De nombreux artisans tisserands sont néanmoins encore mentionnés, à cette période, sur tout le territoire et surtout dans la partie sud de la commune au Bas-Noyal. Le travail est réalisé à la ferme dans différentes pièces. Il n'existe pas d'ateliers spécifiques pour le tissage du chanvre.
L'activité économique est aujourd'hui dominée par des entreprises concentrées dans des zones d'activité qui tirent profit à la fois de la proximité de Rennes mais aussi de faibles taxes professionnelles et enfin de la présence de la voie-rapide Rennes-Le Mans. L'emploi à Noyal-sur-Vilaine est ainsi principalement localisé dans les zones d'activité le long de la N 157. Ces zones d'activités concentrent des entreprises tournées quasi exclusivement vers deux secteurs d'activités : la logistique et l'agro-alimentaire. Les emplois sur la commune sont nombreux, numériquement supérieurs à la population en âge de travailler sur la commune, mais généralement peu qualifiés. Néanmoins, la dernière implantation d'entreprises vise à diversifier les types d'emplois sur la commune avec l'apparition d'un parc d'activité tertiaire à l'est de la commune, toujours au bord de la N157 : le parc d'activité des Vents d'Ouest.

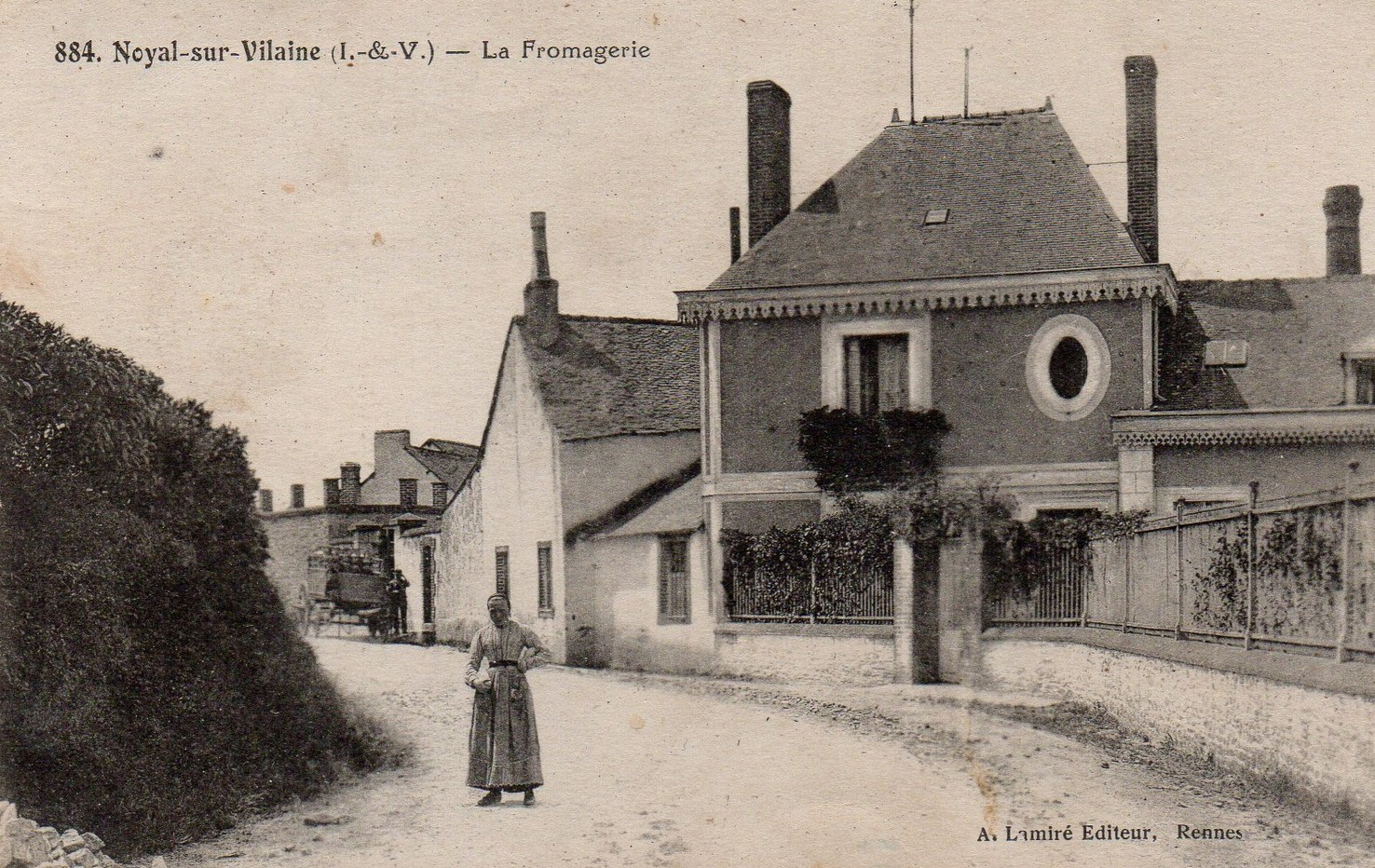
Fromagerie Ravalet (aujourd'hui Olga) au début du XX^{e} siècle

Les principales entreprises sont[réf. nécessaire] :
- GFS - Gautier Fret Solutions (transporteur, 3 500 salariés), anciennement STG ;
- Olga (fromages et desserts, 900 salariés) : marques Sojasun, Vrai, Merzer et Petit Billy ;
- Perrenot Le Calvez Noyal (transporteur, 280 salariés), anciennement Le Calvez et Robin Châtelain Transports
- Team Ouest (distributeur de produits alimentaires, 125 salariés), filiale du groupe MLC - France Frais ;
- Les Ateliers de la Mabilais (ESAT, menuiserie, 92 salariés) ;
- 2MB International (carrossier constructeur, 80 salariés) ;
- E.Leclerc (centre commercial, 90 salariés) ;
- Claas (machines agricoles, 75 salariés) ;
- LTS Rennes - Location (transporteur, 60 salariés) ;
- Transports Bouin (transporteur, 60 salariés).

Les emplois présents sur la commune attirent donc pour partie des Noyalais, mais davantage d'actifs proviennent des villes voisines avec en premier lieu Rennes. Dans le sens inverse, davantage de Noyalais travaillent à Rennes que dans leur propre commune. Cesson-Sévigné est également une destination importante du fait de la présence d'un des sites de Rennes Atalante.

## Lieux et monuments

### Parc et château du Bois Orcan

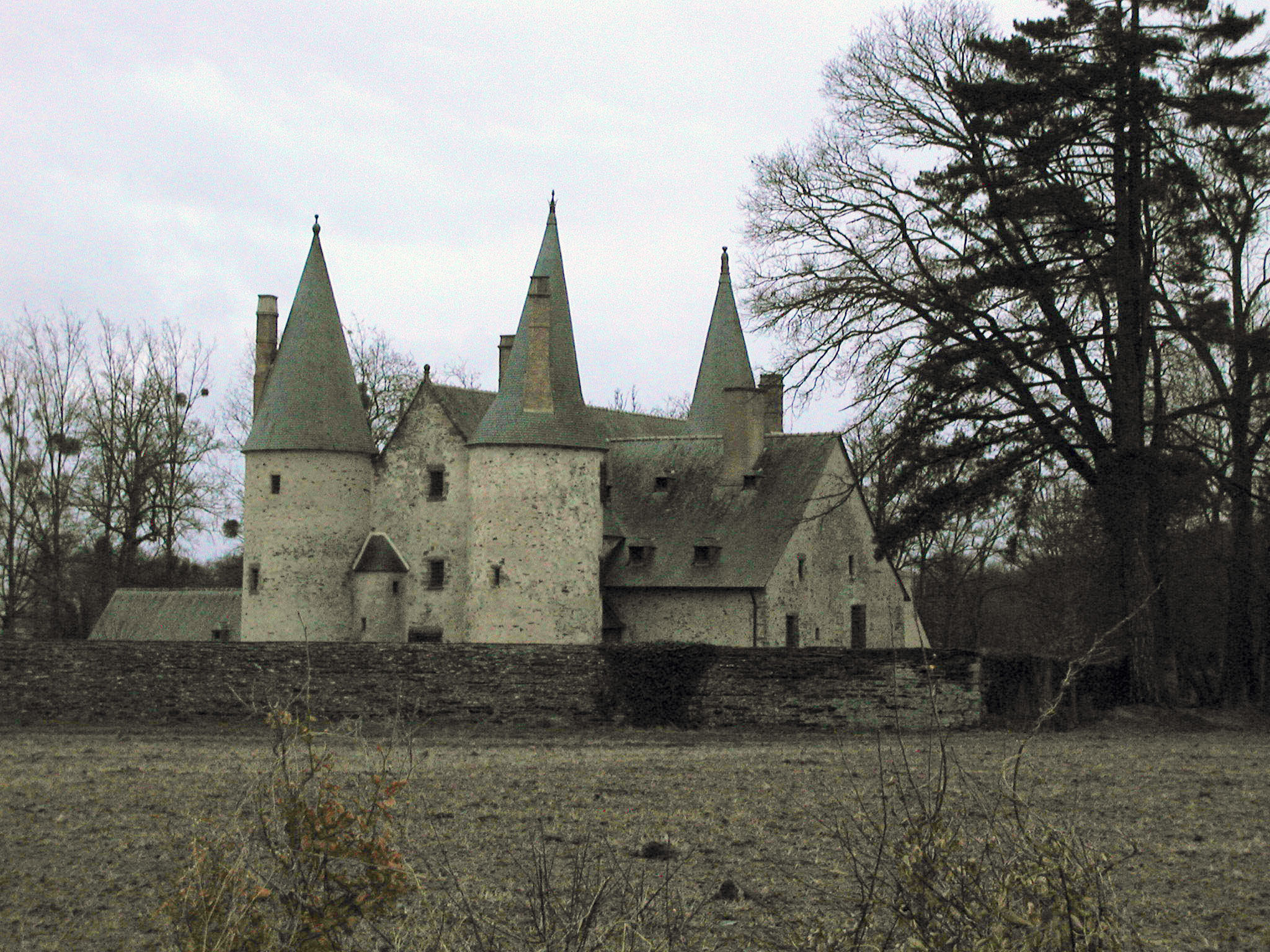
Le corps principal du château avant restauration.

Le manoir de Boisorcant fait partie des œuvres majeures de l'architecture manoriale en Ille-et-Vilaine. Il est inscrit au titre des monuments historiques en 1931, puis classé en 1987 avec sa chapelle, ses douves et la cour. L'ensemble du domaine a été inscrit par arrêté du 17 octobre 1994,.
Le château accueille des collections de meubles et d'objets du Moyen Âge et le parc un centre d'exposition d'art contemporain consacré à Étienne-Martin.

### Autres sites et monuments
On trouve 310 bâtiments inventoriés à Noyal.

#### L'église Saint-Pierre

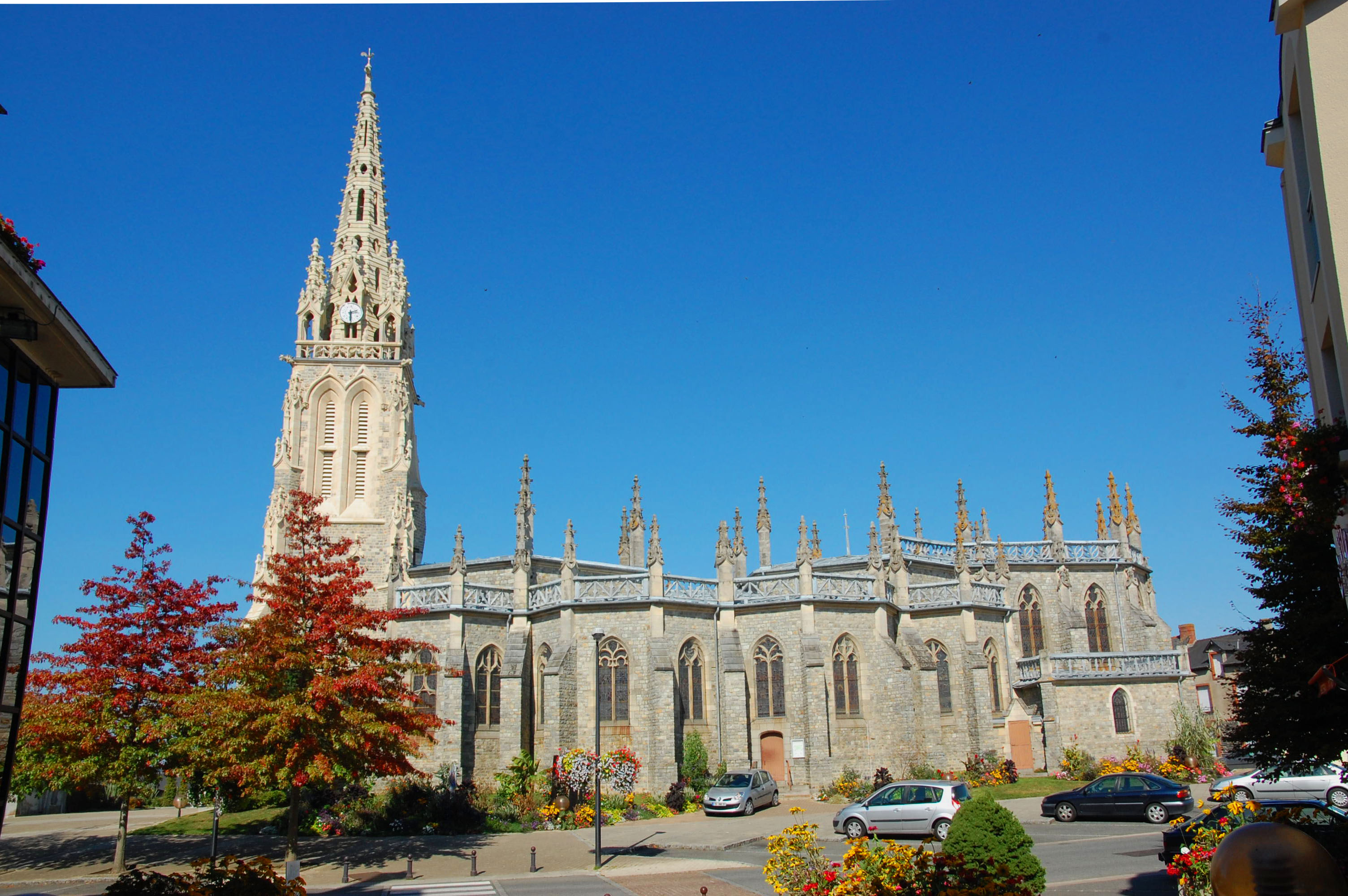
L'église Saint-Pierre vue de l'hôtel de Ville.

L'église ancienne, remaniée au XVIe siècle comprenait une nef et un collatéral roman. La face sud possédait un porche (XVe siècle) soutenu par quatre colonnes à chapiteaux historiés. Le chœur avec son abside à pans coupés avait été reconstruit en 1861 sur les plans de l'architecte Albert Béziers-Lafosse. L'église possédait deux chapelles : au sud celle des seigneurs de Launay-Déelin et au nord celle des seigneurs du Boishamon en Domloup. À l'intérieur, le collatéral était séparé de la nef par cinq arcades romanes reposant sur des piliers rectangulaires. Le chœur renfermait l'enfeu et les armoiries des seigneurs de Sévigné en Cesson-Sévigné et de la Motte.
L'église actuelle, de style néogothique, a été construite en 1892 sur les plans d'Arthur Regnault (auteur de nombreuses églises du département). Il également l'auteur d'une partie du mobilier. Une rénovation de ce dernier a été effectuée en 2004. Le clocher a été rénové à l'identique en 2007.

#### Le prieuré

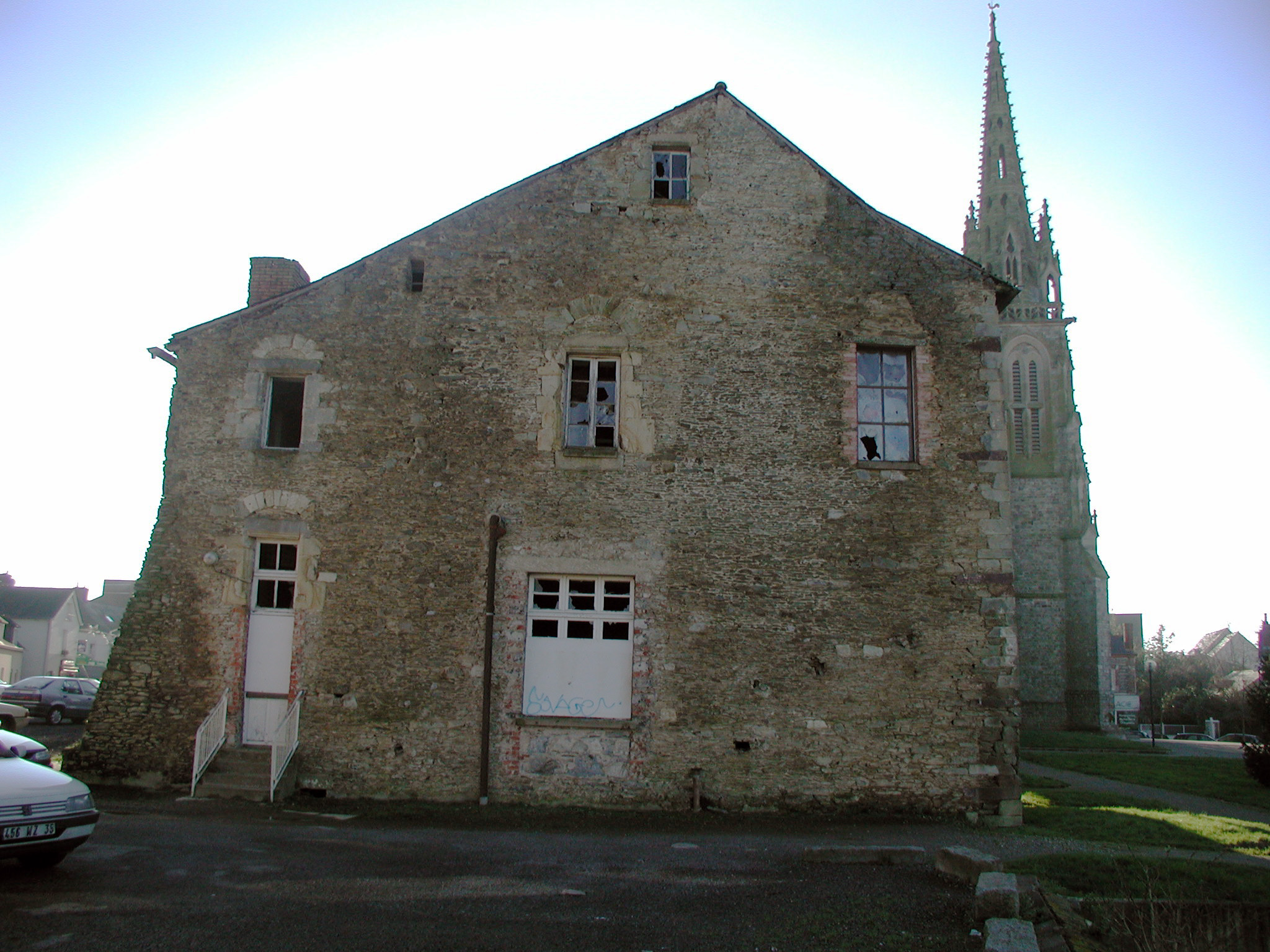
Le prieuré et l'église en 2001, vus de l'endroit où maintenant se trouve L'Intervalle (qui recouvre cette façade).

L'abbaye de Saint-Melaine y possédait un prieuré dès 1152. Ce prieuré fut cédé aux Jésuites en 1604 et le collège de Rennes en eut la jouissance depuis leur expulsion jusqu'à la Révolution.
Le logis prioral, transformé en école de filles avant de devenir une médiathèque, se trouve au nord de l'église : c'est un manoir de la seconde moitié du XVIe siècle, avec une jolie porte ornée d'une archivolte en accolade à choux frisés et de deux pinacles sculptés. On lit au-dessus de cette porte et sur les cheminées les armes de François Thomé, évêque de Saint-Malo (1574-1591) et prieur de Noyal ; ces armes sont posées sur une crosse en pal.
En 2003, la rénovation de ce bâtiment est marquée par la construction d'un centre culturel, baptisé L'intervalle, qui relie le prieuré au manoir de la Motte pour servir de salle de spectacles, d'école de musique et de médiathèque. Le manoir avait un colombier et un auditoire.

#### Le manoir de la Motte

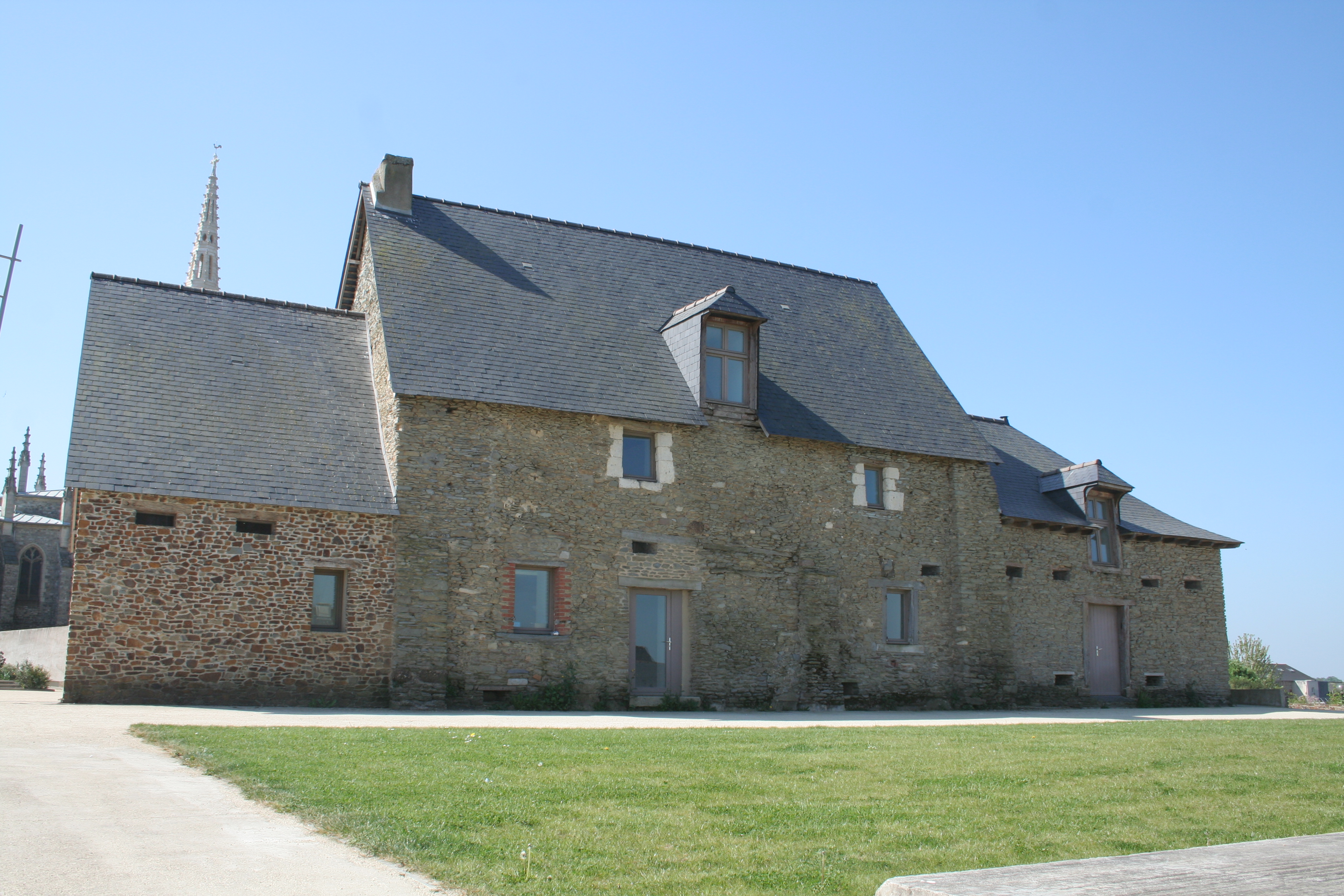
Le manoir (ou logis) de la Motte, façade principale.

C'est au lieu-dit de la Motte qu'était l'ancienne maison seigneuriale de Noyal. Un aveu de 1747 signale que le manoir de Noyal était « près du cimetière de l'église paroissiale », à côté de l'ancienne motte féodale. Au XIe siècle, le seigneur a reçu l'autorisation du comte Eudes (frère du duc Alain) d'édifier un château. En 1350, la seigneurie appartient à Goeffroy de Chevaigné et à son fils en 1397. Au XVe siècle, elle passe par alliance à Armel de Châteaugiron (seigneur de Saint-Jean-de-Laillé), par alliance aux de Saint-Amadour (seigneurs de Tizé) qui l'avait en 1433. Puis, elle repasse à ces derniers (en Thorigné) en 1789. Ayant émigré, les biens de Kéroignant de Trésel (seigneur de Tizé) voit ses biens confisqués comme biens nationaux.
À cette époque, la motte féodale avait déjà disparu. La seigneurie possédait un droit de justice et un droit de quintaine au Chaussix (qui a le sens de chaussée et de four à chaux).
Le manoir de la Motte a bénéficié d'une restauration en 2003, faisant disparaitre le cellier en appentis et reliant le manoir au prieuré, l'ensemble formant le centre culturel L'intervalle.

#### La chapelle Saint-Alexis

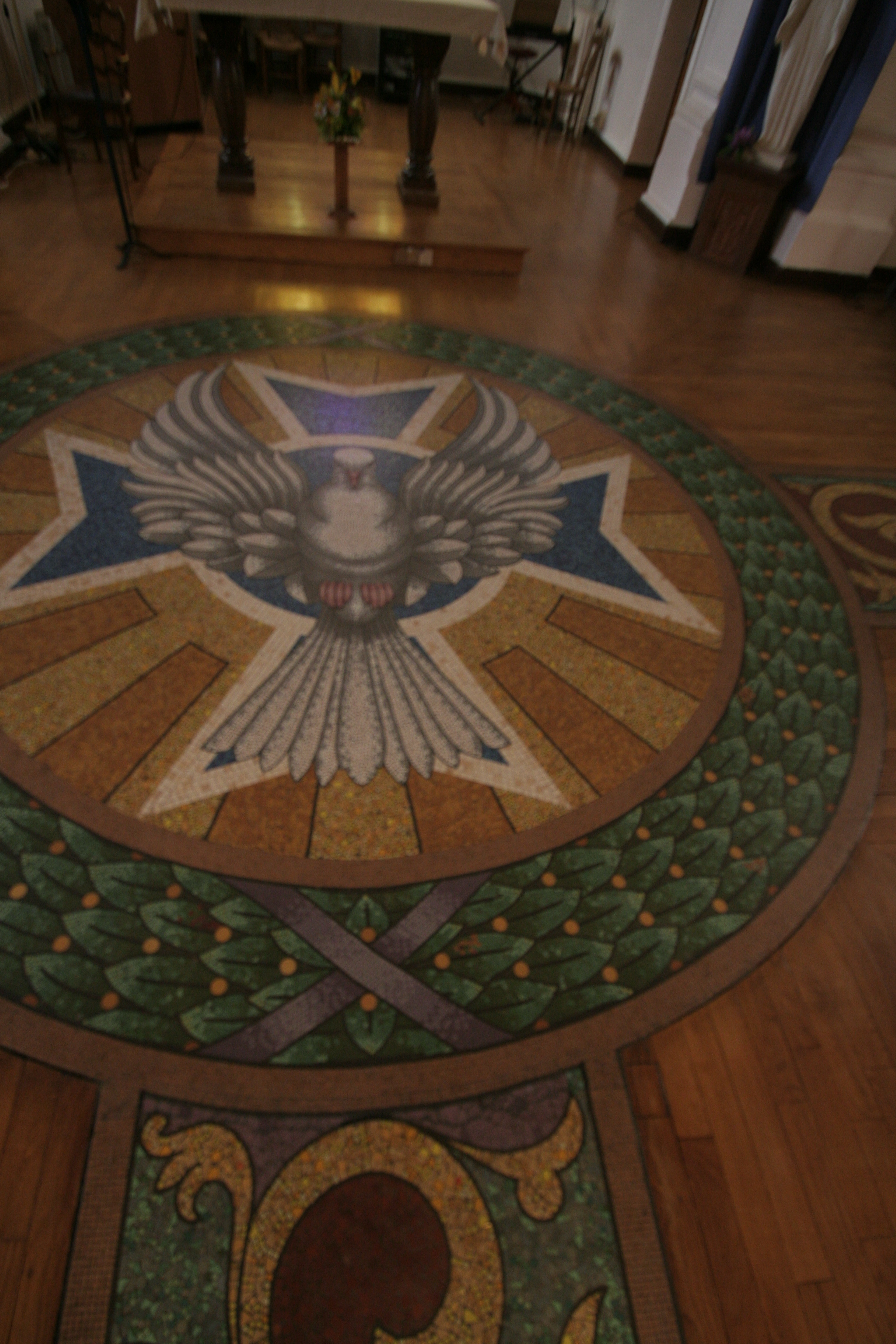
La chapelle Saint-Alexis : intérieur, vue de la mosaïque Odorico vers le chœur (photo par autorisation de Vivre Noyal).

Elle fait partie de la maison de retraite créée par le chanoine Alexis Geffrault et a été édifiée rue Pierre-Marchand en 1943 sur les plans de l'architecte Armand Frigault. Les vitraux intitulés Notre-Dame de Pontmain et Sainte-Thérèse et Saint-Armel sont l'œuvre des maîtres-verriers Maunejean Frères. La mosaïque du sol est l'œuvre (signée) de l'atelier Isidore Odorico. Elle représente, au centre, la Colombe du Saint-Esprit, les deux branches du transept évoquent l'alpha et l'oméga tandis que la partie près de la porte d'entrée représente une ancre et des roses.

#### Le manoir Le Haut-Jussé

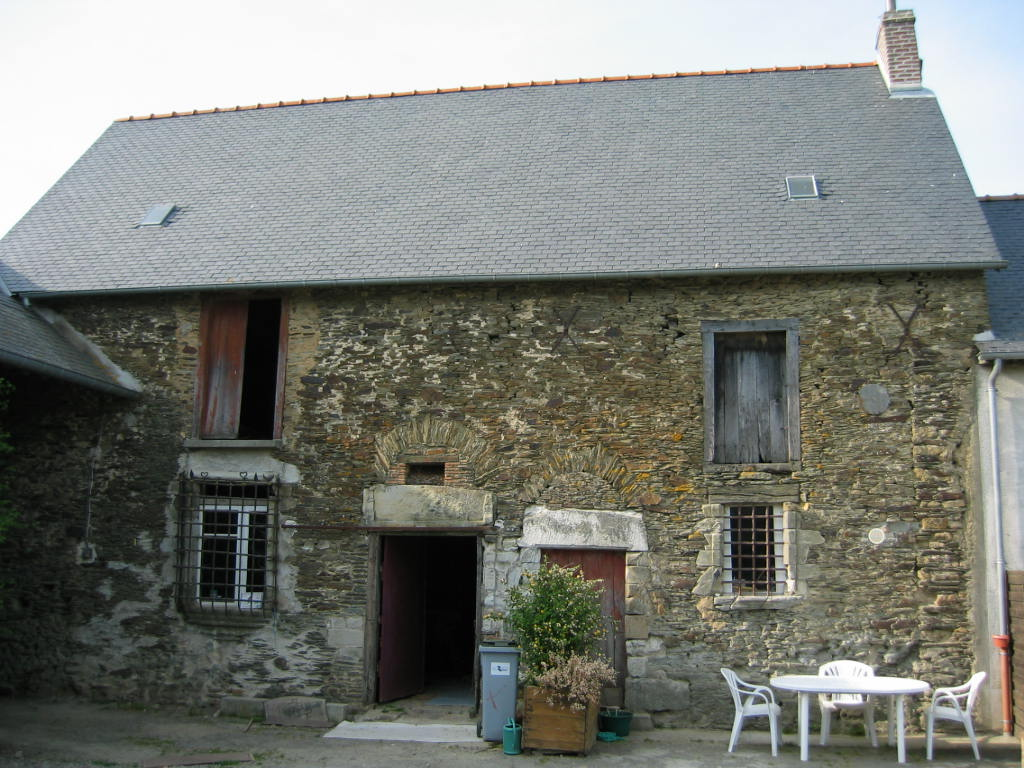
Le manoir du Haut Jussé.

Le manoir du Haut Jussé date de la fin du XVIe siècle et est ainsi décrit :

« Ancien Manoir du Haut-Jussé, à 2 kil. au sud-ouest du bourg et 400m. au sud de la route (Fin du XVIe s.) Il comprend un rez-de-chaussée et un étage. Sa porte conserve un écusson martelé soutenu par deux quadrupèdes. Le manoir fut vendu en 1680 par les Jamoays aux Pocquet. »

— Paul Banéat, Le patrimoine architectural, 1927.
La façade porte un beau cadran solaire en calcaire datant de 1765.
Le manoir appartient toujours à la famille Pocquet.

#### Le manoir du Val-Forman
Au sein de l'écart du Val-Froment se trouve un manoir construit au XVIIe siècle et remanié à la fin du XVIIIe siècle ou au début du XIXe siècle. 
Le château fut habité par le maire Paul Charles Hardouin et sa famille, par les Legeard de la Diriays, Alain de Dieuleveult et d'autres notables.

#### Le manoir du Quartier
Sa façade principale (XVIe – XVIIe siècle) est en pierre de taille de granite créant un contraste avec les autres parties du logis bâties en moellons.

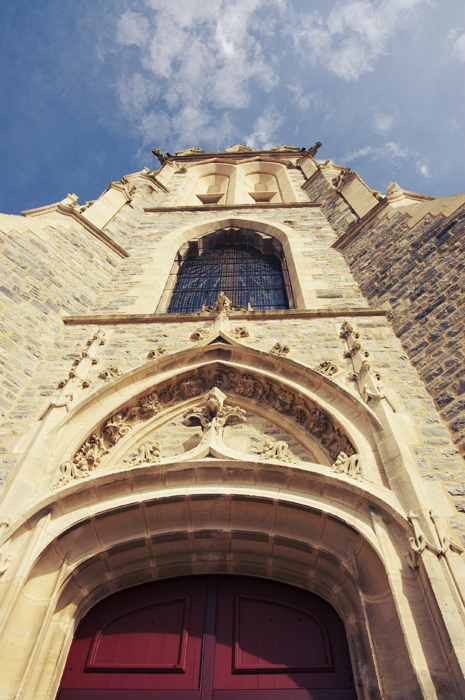
Archivolte de la porte sculptée de l'église.
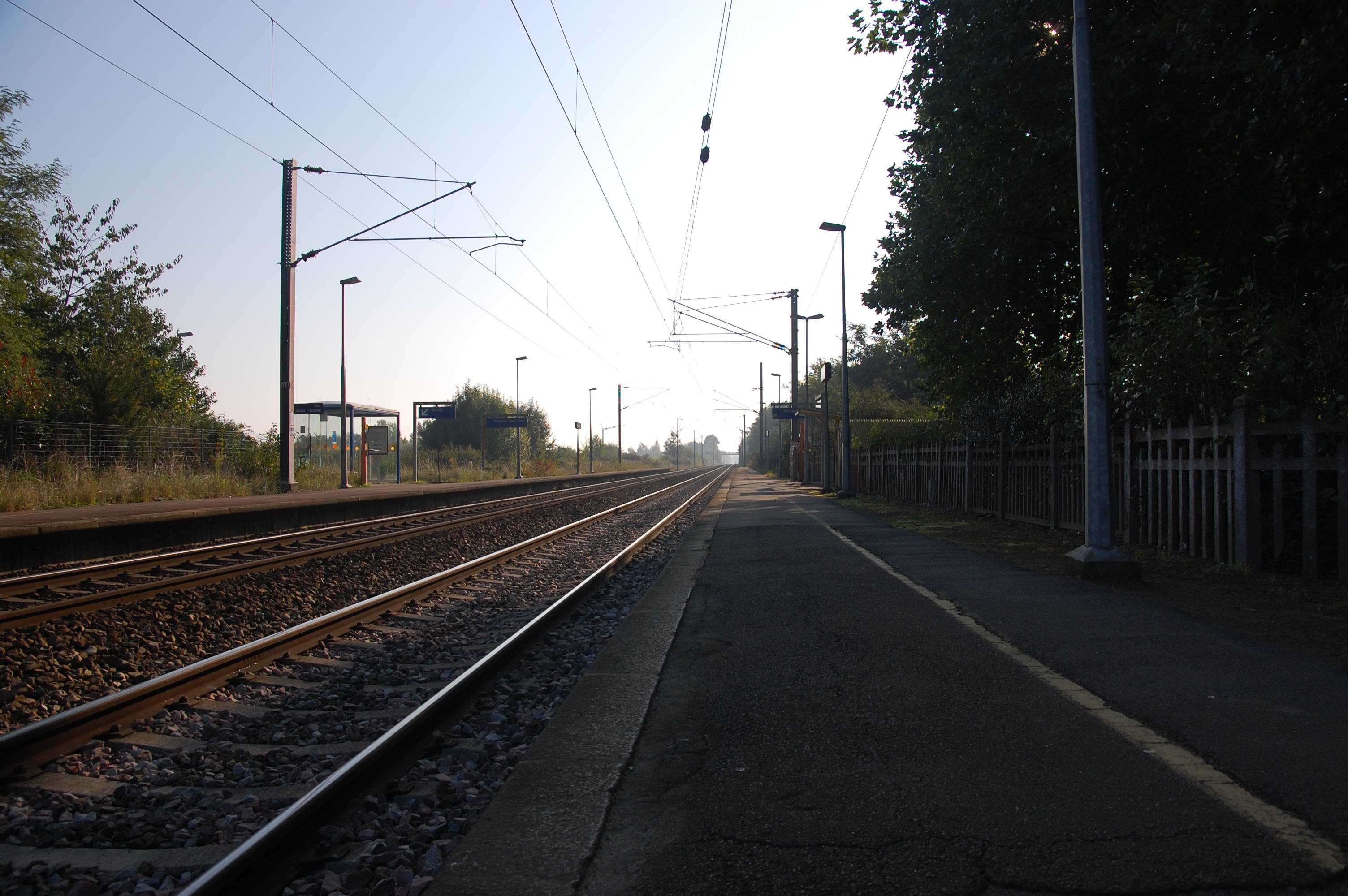
La gare de Noyal - Acigné.
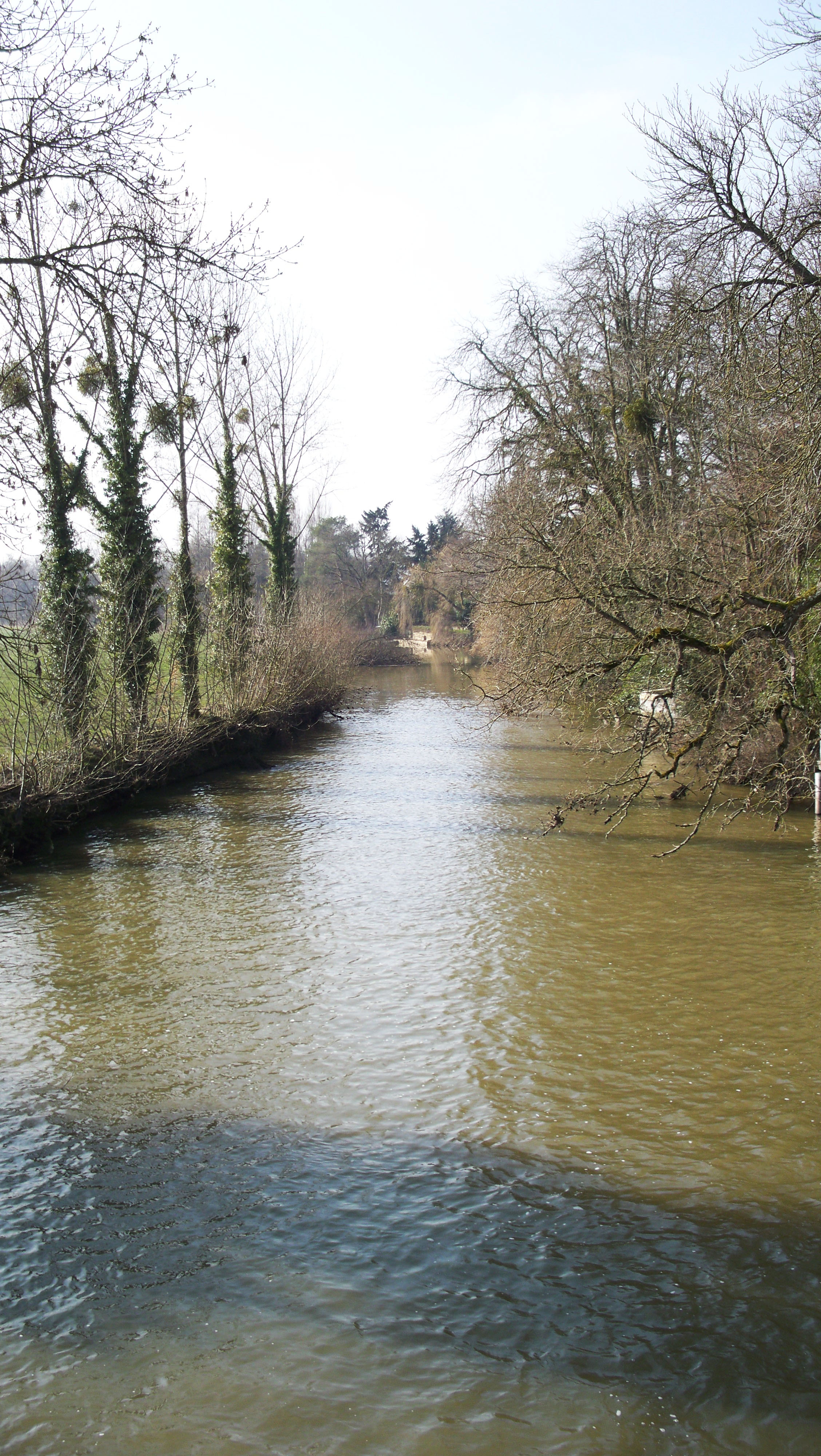
La Vilaine.
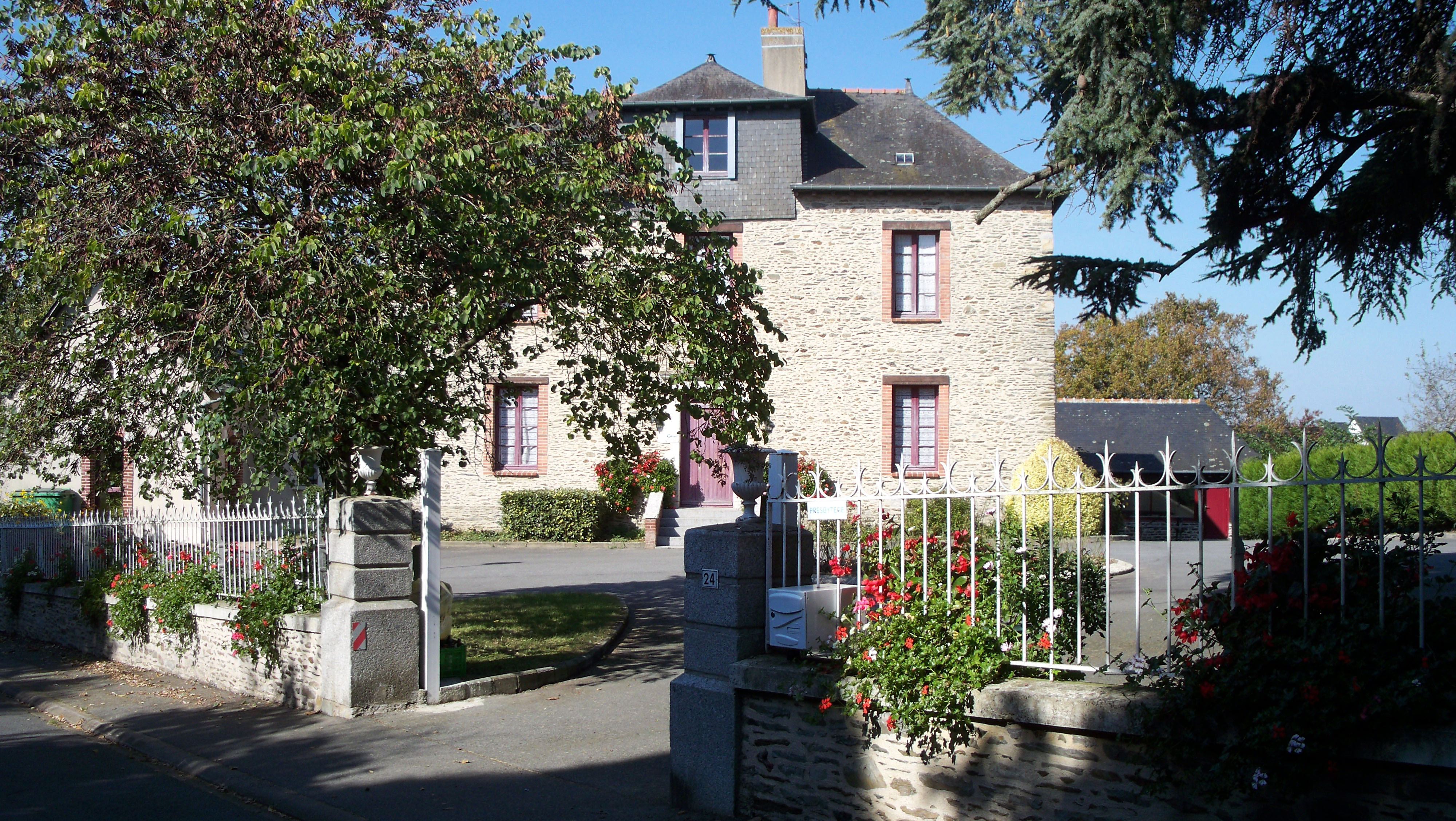
Le presbytère.
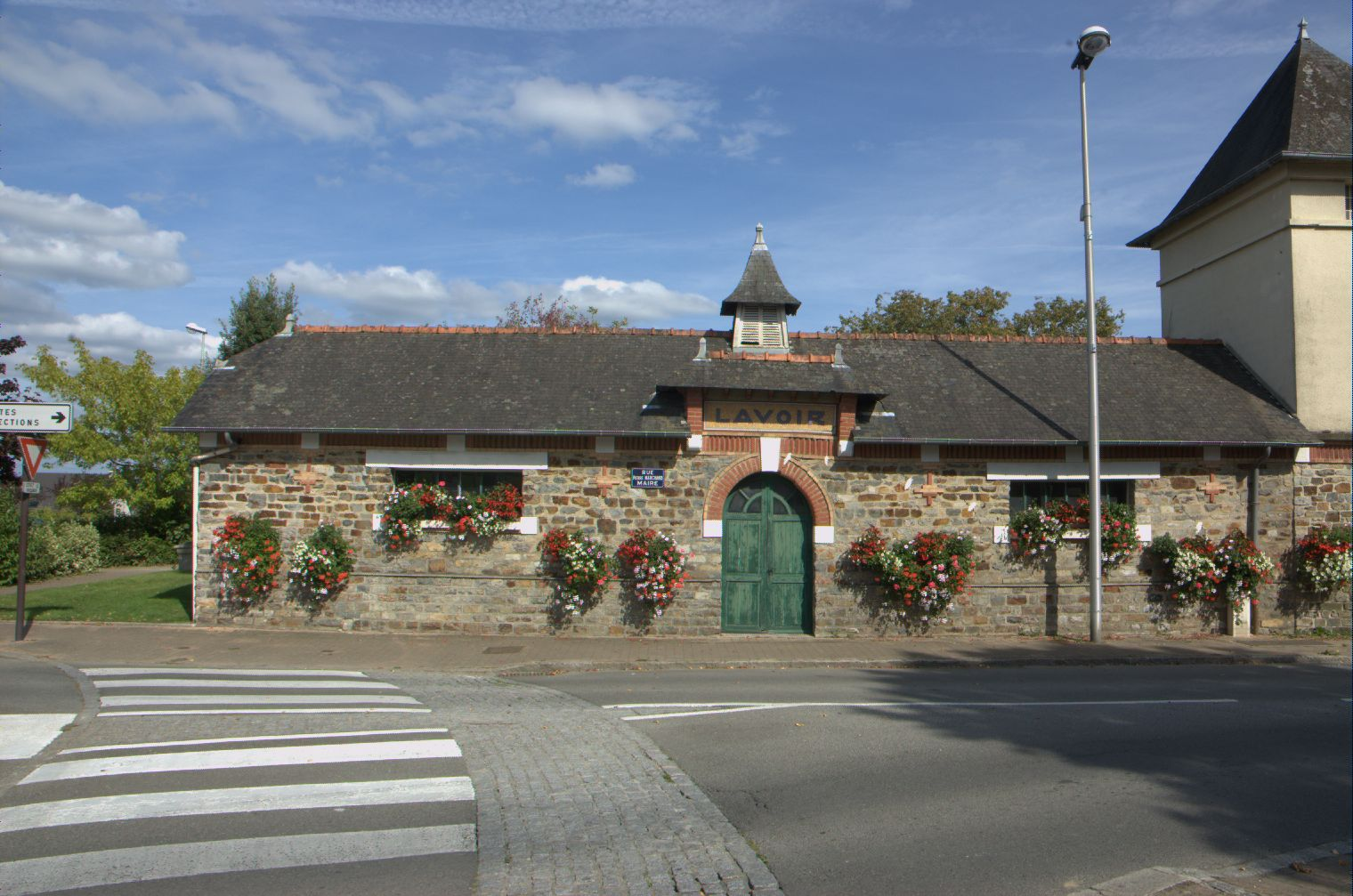
Le lavoir ancien.
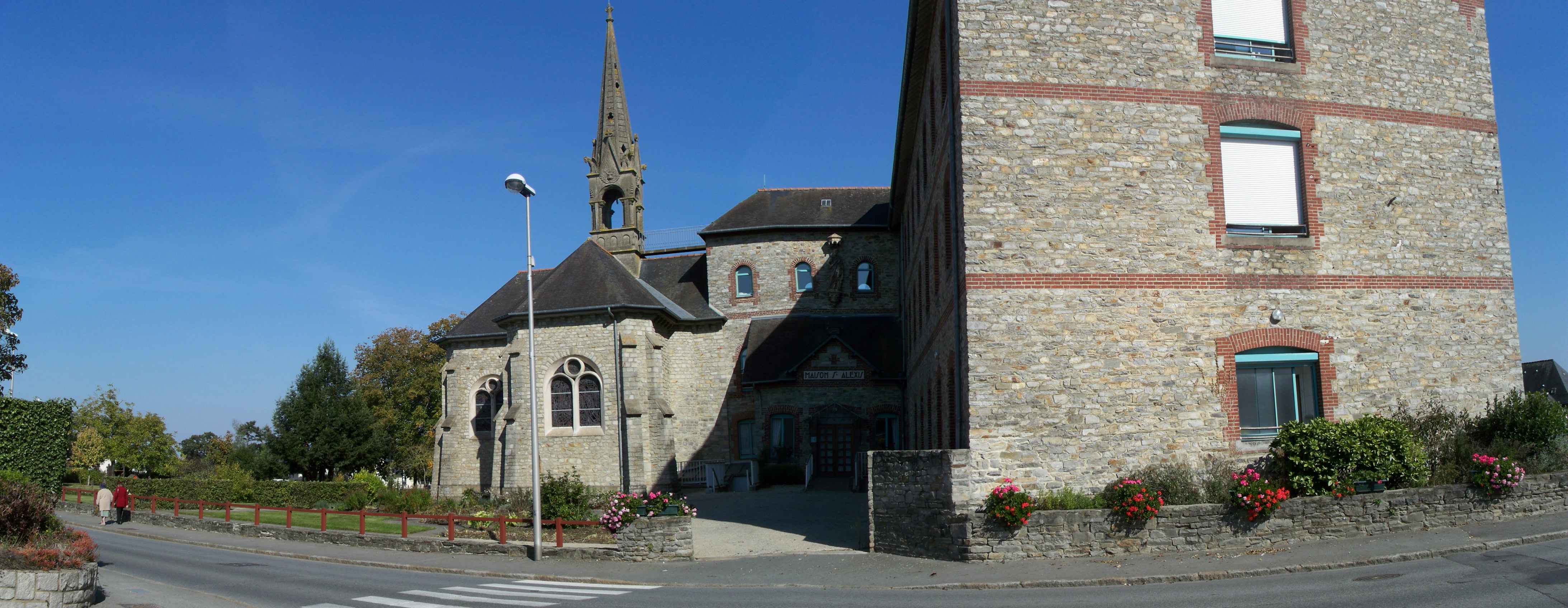
La maison de retraite Saint-Alexis.
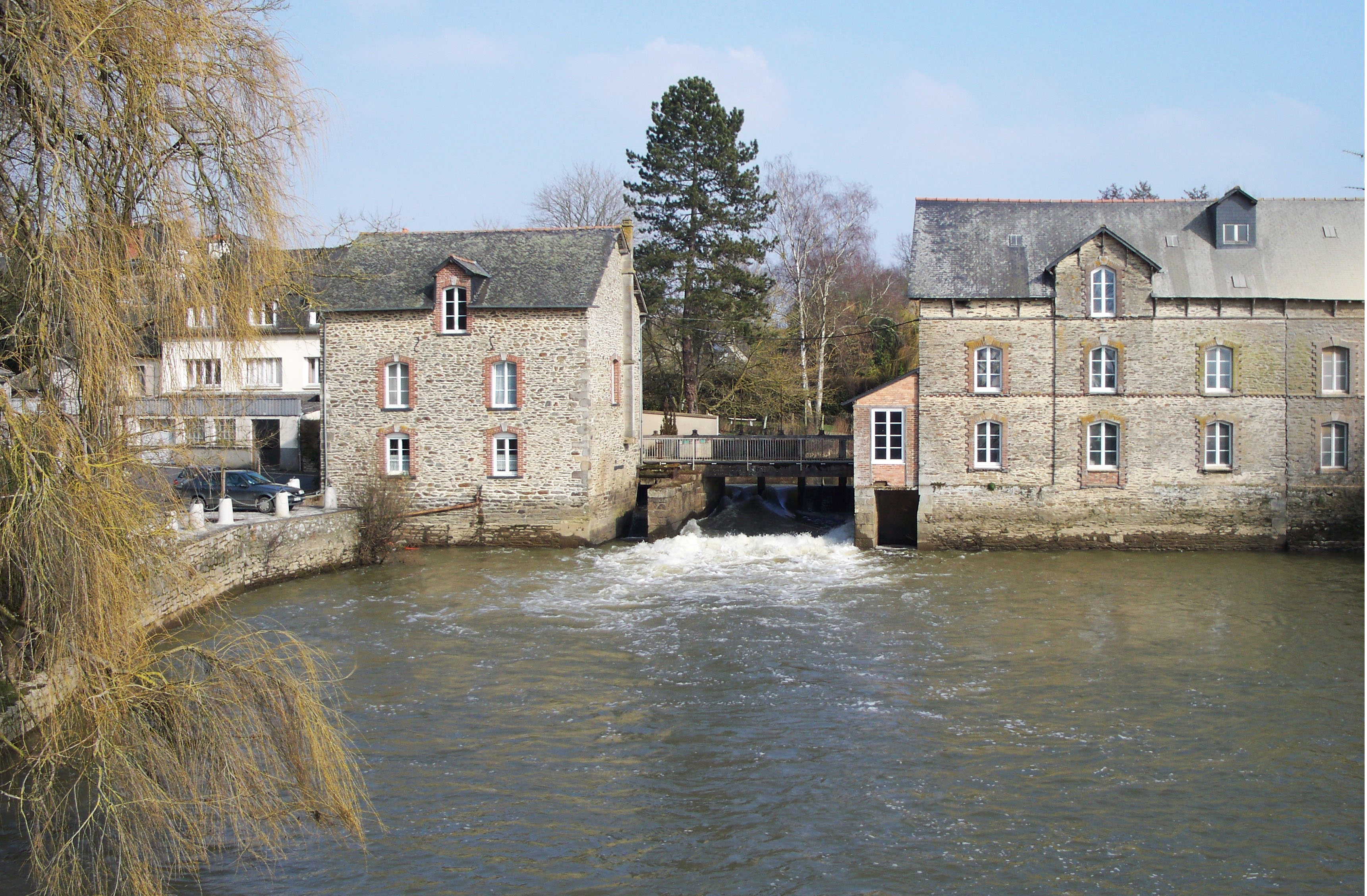
Le moulin d'Acigné, à cheval sur les deux communes.
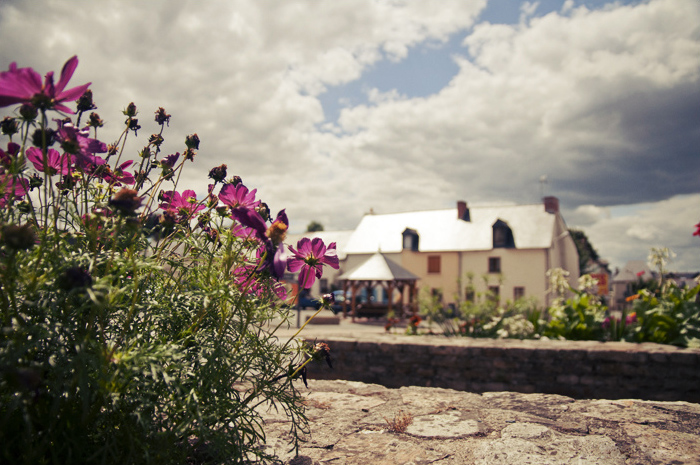
Le kiosque.

## Personnalités liées à la commune
- Barthélemy Pocquet du Haut-Jussé, rédacteur du Journal de Rennes (1848-1878), président de la Société archéologique d'Ille-et-Vilaine, président de l'Association catholique des anciens élèves du collège Saint-Vincent-de-Paul (1899-1902).
- François Thomé, évêque de Saint-Malo de 1573 à 1590, chanoine et trésorier de Rennes, abbé de la Vieuville et prieur de Noyal-sur-Vilaine.
- Jean Lemaistre, maire de Rennes, mort à Noyal-sur-Vilaine en 1951
- Pascal Pinard, champion handisport de natation.
- Sylvain Guillemot, grand chef cuisinier français. Il dirige l'auberge du Pont d'Acigné à Noyal-sur-Vilaine pour laquelle il a obtenu deux étoiles au Guide Michelin en 2013.